# Горняк (Тульская область)
Горняк — поселок в Киреевском районе Тульской области в составе Красноярского сельского поселения.

## География
Находится в центральной части Тульской области на расстоянии приблизительно 23 км на север по прямой от города Киреевск, административного центра района.

## История
Отмечен был уже только на карте 1989 года.

## Население
Постоянное население составляло 85 человек (русские 98 %) в 2002 году, 66 в 2010.